# Crocidura susiana
Crocidura susiana is een zoogdier uit de familie van de spitsmuizen (Soricidae). De wetenschappelijke naam van de soort werd voor het eerst geldig gepubliceerd door Redding & Lay in 1978.

## Voorkomen
De soort komt voor in Iran.